# Sudan (Region)

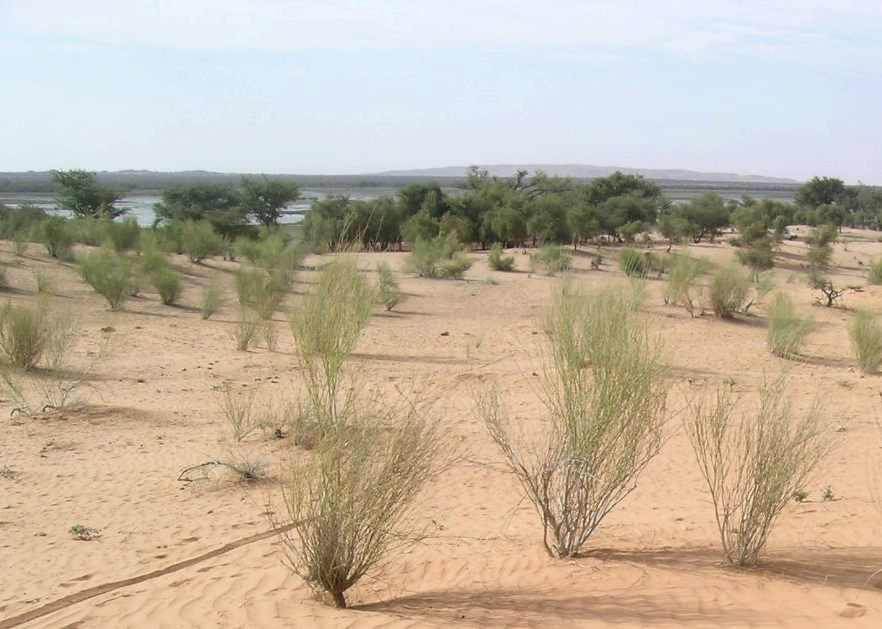
Das Mare d’Oursi im Norden Burkina-Fasos

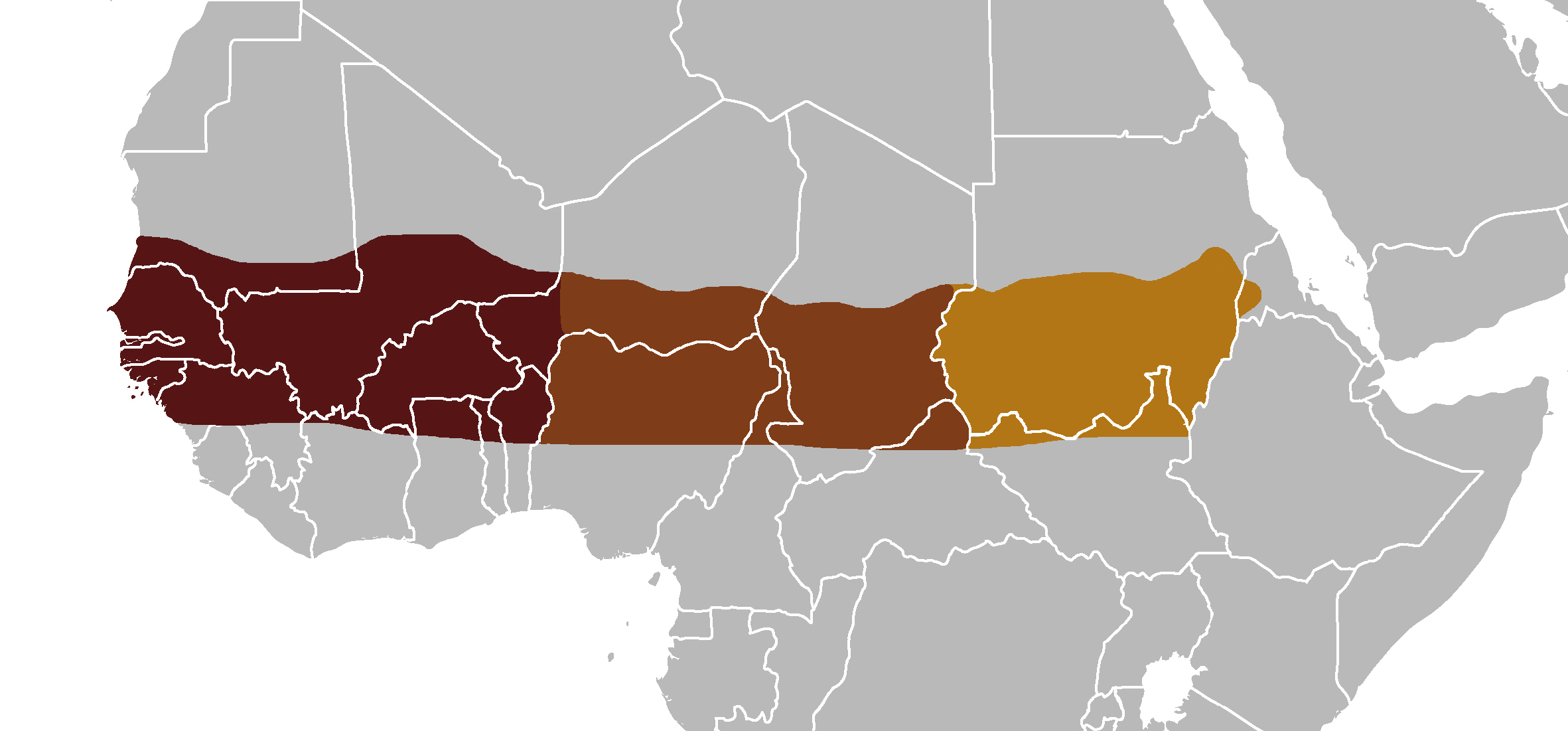
Ungefähre Ausdehnung der Großlandschaft Sudan

Die Großlandschaft Sudan (arabisch بلاد السودان Bilād as-Sūdān ‚Länder der Schwarzen‘) liegt in Nordafrika südlich der Sahara. Sie reicht bis an die tropische Regenwaldzone der Guineaküste und des Kongobeckens heran. Das kulturgeographische Gebiet erstreckt sich von der Atlantikküste Nordafrikas über eine Strecke von rund 5500 Kilometern bis zum äthiopischen Hochland im Osten. Kennzeichnend ist der Übergang zwischen Trockenzone und Regenwald mit der Vegetationsform Savanne. Der nördliche Streifen der Sudanregion wird von der Übergangszone zwischen der Trockenwüste und der Savanne gebildet und klimageographisch als Sahelzone bezeichnet.

## Gliederung
Die zumeist hügelige Großlandschaft des Sudan wird von Bergzügen in drei Becken gegliedert:
- im Westen das Westsaharische Becken, das vom Oberlauf des Nigers und dem Senegal entwässert wird,
- in der Mitte das abflusslose Tschadbecken mit dem Logone
- und im Osten das Becken des Weißen Nils.

## Geschichte
Im westlichen Bereich des Sudans entwickelten sich sehr früh Staatswesen (Songhai, etwa seit dem 4. Jahrhundert) und mächtige Königreiche (Mandinka), die im 16. Jahrhundert ihre Blütezeit erreichten. Im mittleren Bereich lagen Staaten der Hausa (Gobir, Katsina, Daura, Kano) sowie Bornu und Kanem. Im östlichen Bereich schloss sich Darfur an und ermöglichte über Sannar Handelskontakte mit Nubien und Ägypten.
Mehrere wichtige Transsahararouten führten nach Norden. Eine führte von Kanem (im Bereich des Tschadsees) über Bilma und Murzuk bis Tripolis. Von den Handelszentren der Haussa (Katsina, Zinder) verlief ein wichtiger Weg über Agadéz nordwärts; andere Routen verbanden die am Nigerknie gelegenen Handelsstädte (Gao, Timbuktu) mit dem Maghreb (Agadir).
Der Ethnologe Leo Frobenius beschrieb als erster Deutscher den Sudan als Kulturkreis (Zur Herrlichkeit des Sudans, 1923). Die Architekturprovinz des West- und Zentralsudan gilt als selbständige Stilregion.